# Macron-brève
Ne doit pas être confondu avec Brève-macron.
Le macron-brève est un signe diacritique de l’alphabet latin, notamment utilisé en dialectologie du lituanien par Antanas Baranauskas (en).

## Sources
- (de) Antoni Baranowski et Franz Specht, Litauische Mundarten, vol. 1 : Texte, Leipzig, K. F. Koehler, 1920
- (de) Antoni Baranowski et Franz Specht, Litauische Mundarten, vol. 2 : Grammatische Einleitung mit lexikalischem Anhang, Leipzig, K. F. Koehler, 1922
- (en) State Commission of the Lithuanian Language, Proposal to encode two combining characters in the UCS (no L2/06-214), 2 mars 2006 (lire en ligne)
- «  Diacritiques[1DC0] », dans Le Standard Unicode, version 16.0, 2023 (lire en ligne)
- (en) «  Combining Diacritics[1DC0] », dans The Unicode Standard, version 16.0), 2024 (lire en ligne)